# Liekovuomanjärvi
Liekovuomanjärvi är en sjö i Kiruna kommun i Lappland och ingår i Torneälvens huvudavrinningsområde. Sjön har en area på 0,0814 kvadratkilometer och ligger 305,9 meter över havet.

## Delavrinningsområde
Liekovuomanjärvi ingår i det delavrinningsområde (751792-172931) som SMHI kallar för Utloppet av Jänkkäjärvi. Medelhöjden är 300 meter över havet och ytan är 9,3 kvadratkilometer. Det finns inga avrinningsområden uppströms utan avrinningsområdet är högsta punkten. Jänkkejärvenjoki som avvattnar avrinningsområdet har biflödesordning 3, vilket innebär att vattnet flödar genom totalt 3 vattendrag innan det når havet efter 336 kilometer. Avrinningsområdet består mestadels av skog (43 procent) och sankmarker (48 procent). Avrinningsområdet har 0,77 kvadratkilometer vattenytor vilket ger det en sjöprocent på 8,3 procent.